# Serpentiplana doughertyi
Serpentiplana doughertyi är en plattmaskart som beskrevs av Tor Karling 1965. Serpentiplana doughertyi ingår i släktet Serpentiplana och familjen Otoplanidae. Inga underarter finns listade i Catalogue of Life.